# Veredicto final (película de 1996)
 Veredicto final  es una película de Argentina filmada en colores y dirigida por Jorge Darnell sobre su propio guion que se estrenó el 10 de octubre de 1996 y tuvo como actores principales a Richard Joseph Paul, Jorge Rivera López, Norberto Díaz, Carlos Moreno y Arturo Bonín. Fue filmada parcialmente en Miami, Estados Unidos.

## Sinopsis
El juicio de un asesino en serie confeso centrado en la alternativa de considerarlo culpable y enviarlo a la silla eléctrica, o declararlo inimputable y confinarlo en un psiquiátrico.

## Reparto
- Richard Joseph Paul
- Jorge Rivera López
- Norberto Díaz
- Carlos Moreno
- Arturo Bonín
- Graciela Dufau
- Pablo Brichta
- Héctor Malamud
- Ezequiel Rodríguez
- Marcelo Melingo
- Harry Havilio
- Marcos Woinski
- Alfredo Suárez
- Pedro Gutiérrez
- Alberto Vázquez
- Nicolás Frei

## Comentarios
Rafael Granado en Clarín dijo:

«Relato confuso, con personajes precariamente diseñados. Para el inxpresivo Richard Paul, cadena perpetua es poco.»

Manrupe y Portela escriben:

«Desde  Gente conmigo (1965) su director no filmaba en la Argentina…poco feliz regreso.»